# Záplavy (přírodní rezervace)
Přírodní rezervace Záplavy se nachází severně od obce Kamenné Žehrovice na katastrálních územích Kamenné Žehrovice, Srby u Tuchlovic a Tuchlovice v okrese Kladno ve Středočeském kraji. Chráněným územím je severní část vodní nádrže Turyňský rybník a přilehlý mokřad u vtoku potoka Lodenice. Ochrana lokality byla zřízena vyhláškou Okresního národního výboru v Kladně 15. 2. 1985. Chráněné území spadá pod správu Středočeského kraje.
Lokalita je významná zejména jako hnízdiště a refugium vodního ptactva. Procházejí tudy migrační koridory a pravidelně zde hnízdí druhy jako např. labuť velká (Cygnus olor), potápka roháč (Podiceps cristatus), potápka malá (Tachybaptus ruficollis), kormorán velký (Phalacrocorax carbo), volavka popelavá (Ardea cinerea) a další. Z hlediska flóry tato lokalita zvláštního významu nenabývá. 
Dlouhodobým cílem ochrany přírodní rezervace je uchování stávajícího sukcesního stavu lokality, čímž bude i nadále umožněno hnízdění ptáků a zachování jejich tahových zastávek. Vedle toho také snaha o zlepšení kvality vody ve vodních nádržích a v důsledku toho zvětšení zdrojů potravy pro místní živočišné druhy.

## Historie
Na místě vodní nádrže se nacházel rybník, doložený už ve 14. století. Ten byl v pozdějších dobách postupně vysoušen a rekultivován, až v 19. století zanikl zcela. Vznik současného vodního tělesa a mokřadu je důsledkem hornické činnosti. Území v okolí Turyňského rybníka bylo ve 20. století poddolované hlubinnou těžbou kamenného uhlí; postupným klesáním povrchu a následným zaplavováním vznikla sníženina, která byla zaplavena při povodni v roce 1948. Snahy o vysušení byly neúspěšné, a proto po polovině 50. let ustaly. Vodní plocha se přirozeně začlenila do krajiny a pozvolna ji osídlilo vodní a mokřadní rostlinstvo.
Snahy o ochranu území začaly již na počátku 70. let 20. století. Především zásluhou Jaroslava Lorence a kladenských ochránců přírody byl v roce 1972 vypracován návrh na komplexní využití území Velkých a Malých Záplav. V roce 1985 byly Záplavy vyhlášeny chráněným přírodním výtvorem v rámci okresu. Ten se pak podle nového zákona o ochraně životního prostřední automaticky změnil v dnešní přírodní rezervaci.

## Přírodní poměry

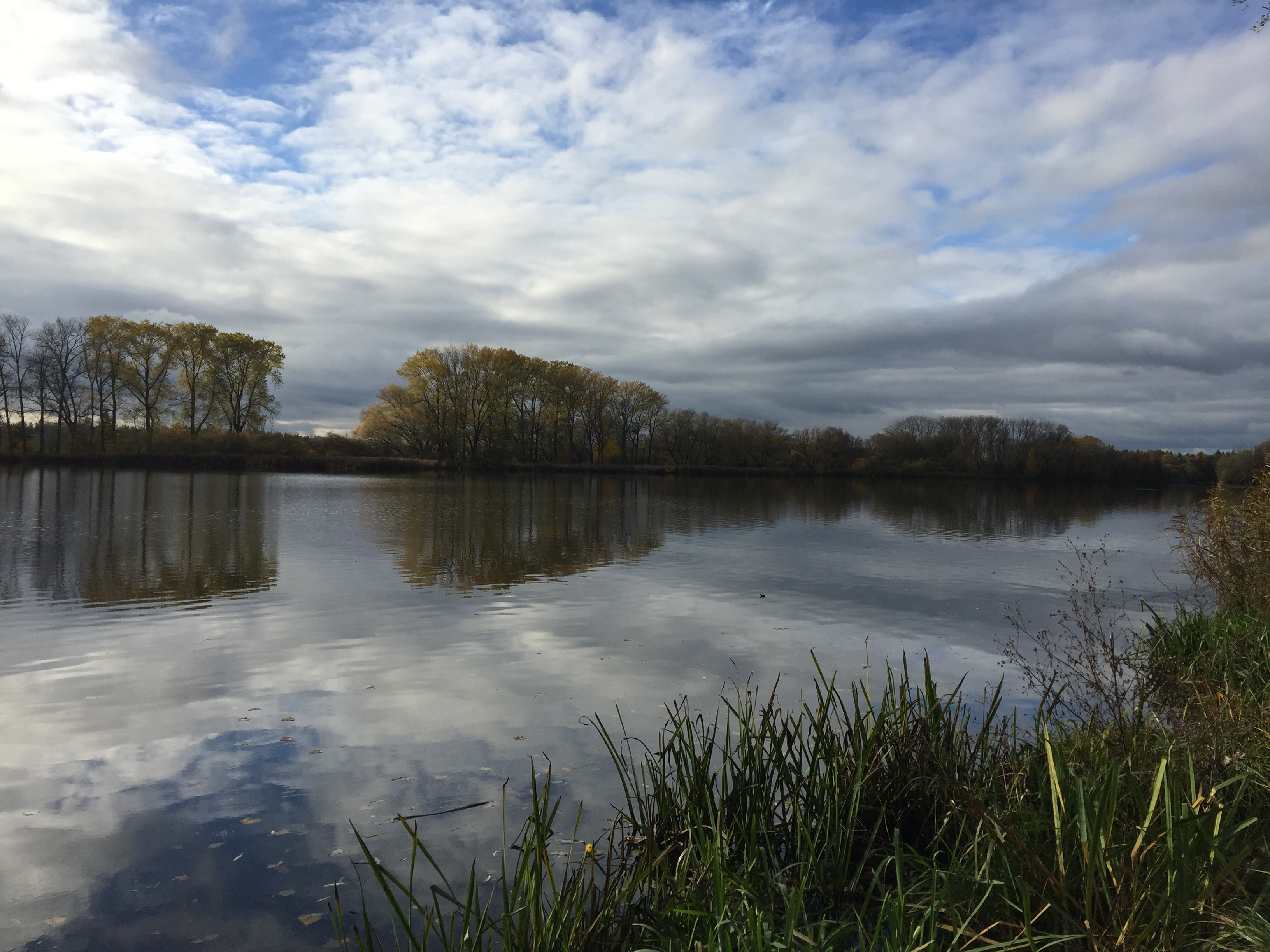
Pohled na severní část Turyňského rybníka, kde se nachází část rezervace.

Chráněná oblast se nachází ve Středočeském kraji severně od obce Kamenné Žehrovice v nadmořské výšce 370–380 m n. m., v severní části vodní nádrže Turyňský rybník. Patří k ní ještě přilehlý mokřad u vtoku potoka Loděnice. Území je rozděleno na dvě části, mezi nimiž vede okresní silnice z obce Srby do sousedních Tuchlovic. V blízkém okolí se nacházejí i další maloplošná chráněná území jako např. přírodní památka Kalspot, nebo přírodní rezervace Pašijová dráha. V těsném sousedství, pár kilometrů na jihozápad, se poté rozkládá chráněná krajinná oblast Křivoklátsko.

### Geologie a pedologie
Vodní nádrž vznikla spontánně v souvislosti s poddolováním území a je tedy spíše jezerem antropogenního původu než rybníkem v běžném smyslu slova. Její horninový podklad tvoří arkózové pískovce mladších prvohor (stephan, nejsvrchnější stupeň karbonu), které vystupují na východním břehu, kdežto na západním břehu jsou překryty spraší. V okolí nádrže jsou vyvinuty nivní usazeniny a na nich půdy glejové, na vyšších částech břehů hnědozemě a kambizemě.

### Fauna

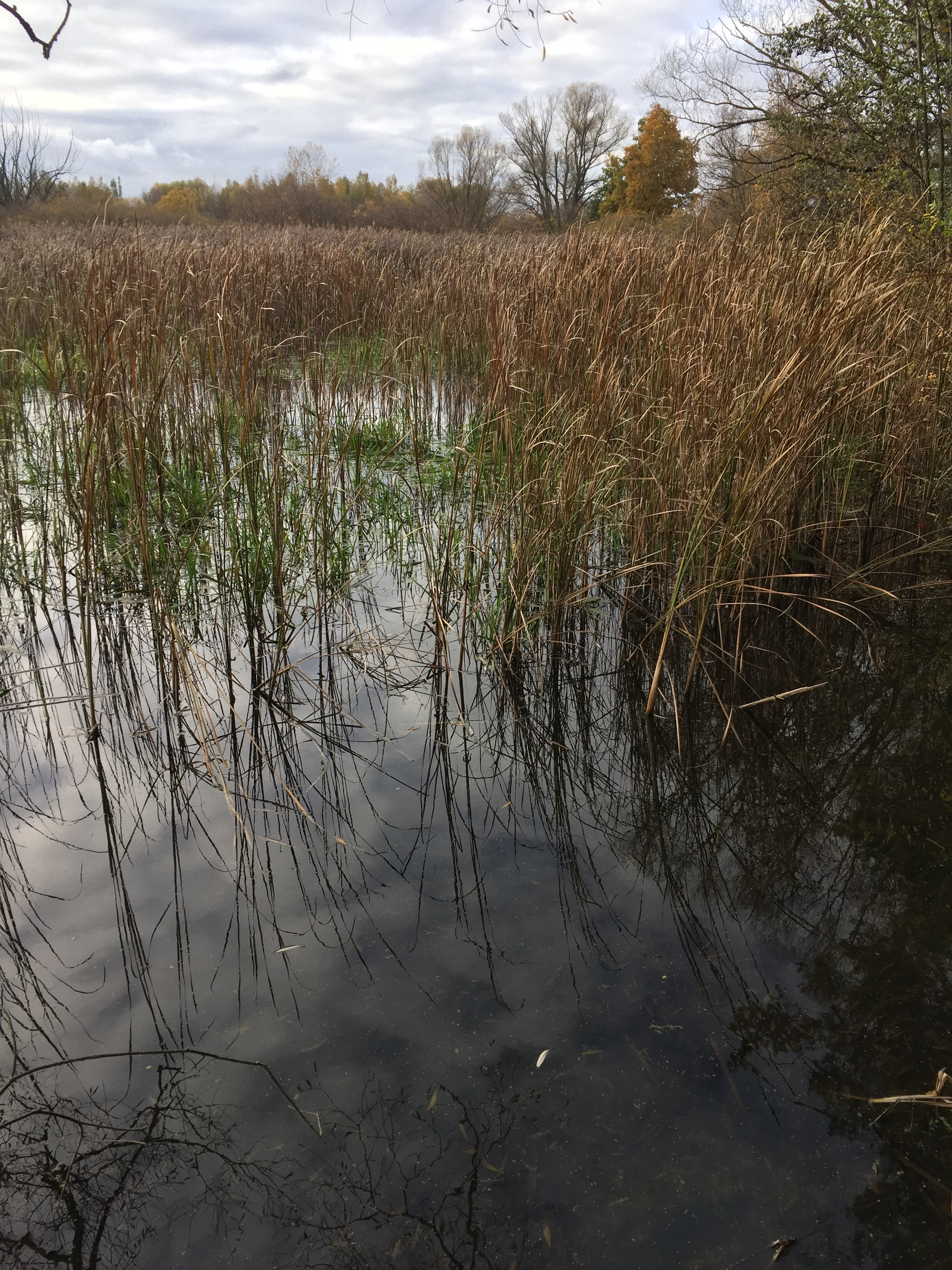
Porosty rákosu na Malých Záplavách

Vodní plocha Záplavy má velký význam z hlediska avifauny. Územím procházejí migrační koridory tažných ptáků a vodní plocha je tak důležitou zastávkou na jejich cestě. Při přeletech zde byl pozorován rorýs obecný (Apus apus), vlaštovka obecná (Hirundo rustica) a jiřička obecná (Delichon urbicum). Pravidelně zde hnízdí vodní a mokřadní ptactvo, například labuť velká (Cygnus olor), potápka roháč (Podiceps cristatus), potápka malá (Tachybaptus ruficollis), kormorán velký (Phalacrocorax carbo), volavka popelavá (Ardea cinerea), moták pochop (Circus aeruginosus), chřástal vodní (Rallus aquaticus), kulík říční (Charadrius dubius) a ledňáček říční (Alcedo atthis). Ze vzácných druhů lze uvést např. čírku obecnou (Anas crecca), čírku modrou (Anas querquedula), lžičáka pestrého (Anas clypeata), pisíka obecného (Actitis hypoleucos) nebo rákosníka velkého (Acrocephalus arundinaceus). Z obojživelníků zde žije kuňka ohnivá (Bombina bombina), ropucha obecná (Bufo bufo), skokan štíhlý (Rana dalmatina) a skokan skřehotavý (Pelophylax ridibundus). Z bezobratlých byly zjištěny některé význačnější druhy střevlíků (např. Trechus rubens). Během průzkumu, provedeného v roce 1989, bylo na území přírodní rezervace registrováno 176 druhů ptáků, z toho 60 druhů hnízdících. Od té doby počet zjištěných ptáků a obojživelníků trvale klesá.

### Flóra
Vegetace ještě nedosáhla klimaxového stadia, stále probíhá sukcese a stabilizace společenstev. Vyskytují se zde vodní a mokřadní druhy u nás běžně rostoucí, na březích roste rákos obecný (Phragmites australis) a ostřice obecná (Carex nigra). Jedinou výjimkou je chráněný prstnatec májový (Dactylorhiza majalis), který však byl na toto místo vysazen uměle a recentně se jej nepodařilo potvrdit 

## Ochrana přírody
Maloplošná chráněná území na Kladensku jsou často obklopena zemědělsky intenzivně využívanou krajinou a rezervace Záplavy není výjimkou. Vegetace a drobná fauna v otevřené zemědělské krajině byla v posledních desetiletích silně narušena velkoplošnou aplikací hnojiv a biocidů.
V roce 1989 bylo v rámci tehdejšího plánu péče zahájeno rozplašování racků, v důsledku čehož v roce 1997 jejich kolonie zanikla a avifauna v rezervaci tak byla ochuzena. V roce 2002 došlo byla založena 3 mělká jezírka, z nichž 2 se ukázala jako vhodná pro obojživelníky.
Na lokalitě docházelo ke kolizi mezi ochranou přírodního biotopu a zájmy sportovních rybářů i mysliveckých sdružení, což se projevovalo nadměrným chovem ryb a vysazováním nevhodného druhu polodomestikovaných kachen.

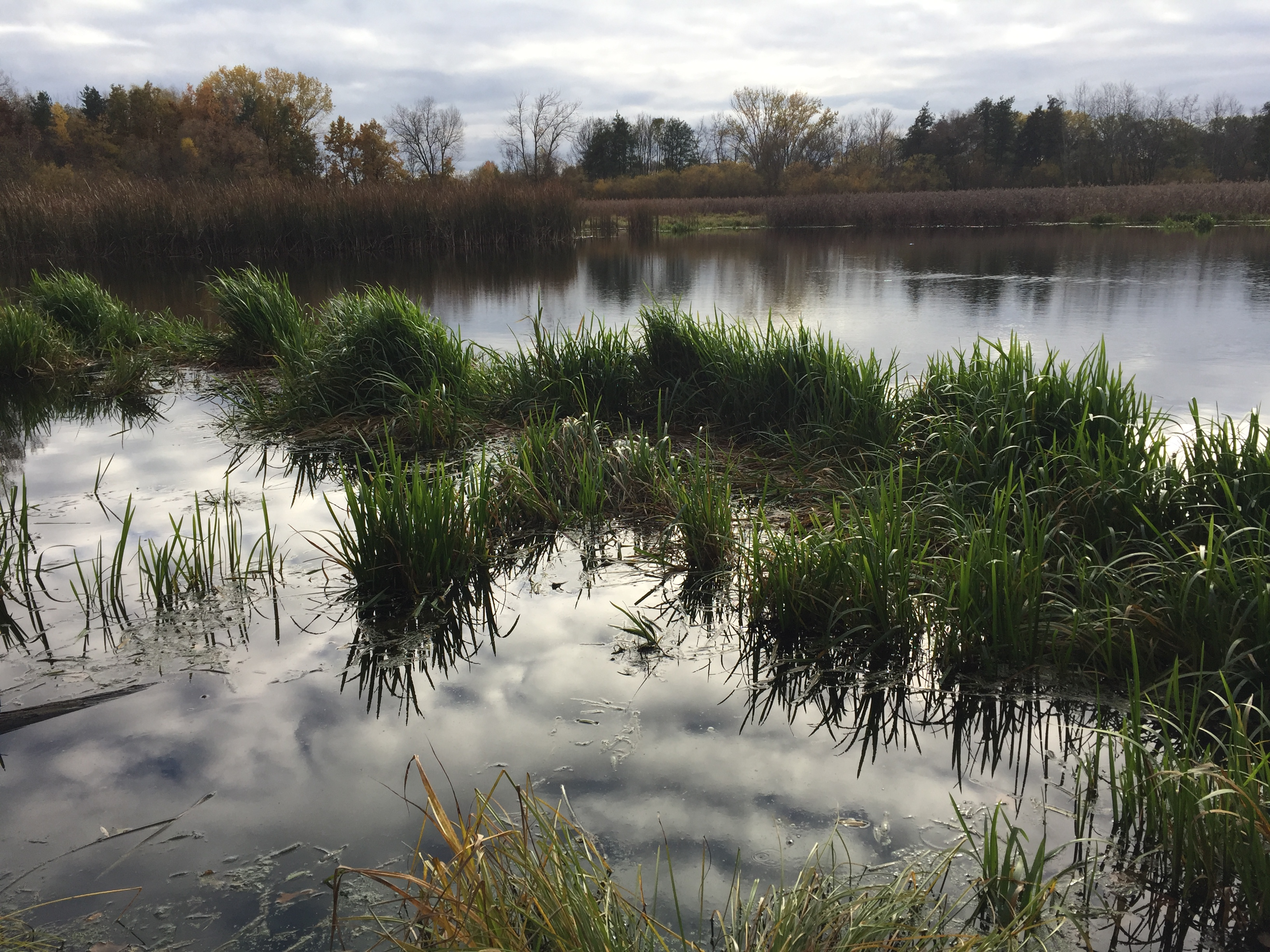
Typický mokřadní porost

Místní rybáři v současnosti postupně upouštějí od vysazování amura, který byl patrně nejproblematičtějším druhem. Rybářská činnost na Malých Záplavách je pak zcela minimální. Přímo v oblasti rákosin v rezervaci je lov ryb výslovně zakázán, stejně jako vstupování do vody. Nicméně vodní plochy mimo rezervaci jsou k rybolovu značně využívány, což spolu s absencí vodních makrofytů naznačuje (s ohledem na předmět ochrany) přerybnění dané plochy.
V zájmu zachování lokality a jejích podmínek by do budoucna bylo vhodné na Malých Záplavách rybářskou činnost zcela vyloučit a na ostatních plochách alespoň snížit podíl býložravých ryb.
Cílem ochrany do dalších let je také vytvořit několik tůní pro obojživelníky, které budou zároveň sloužit ke vzniku raných sukcesních stádií na podmáčených biotopech a hnízdních příležitostí např. pro výše zmíněného ledňáčka říčního, tzn. na vhodném místě v délce 5m odstranit křoviny a vytvořit svislý břeh. Ostatní části ekosystému lze ponechat bez zásahu. 

## Turistika
Územím prochází jedenáct kilometrů dlouhá naučná stezka Povodí středního Kačáku - Drvotova stezka, přístupná od železniční stanice Kamenné Žehrovice. 

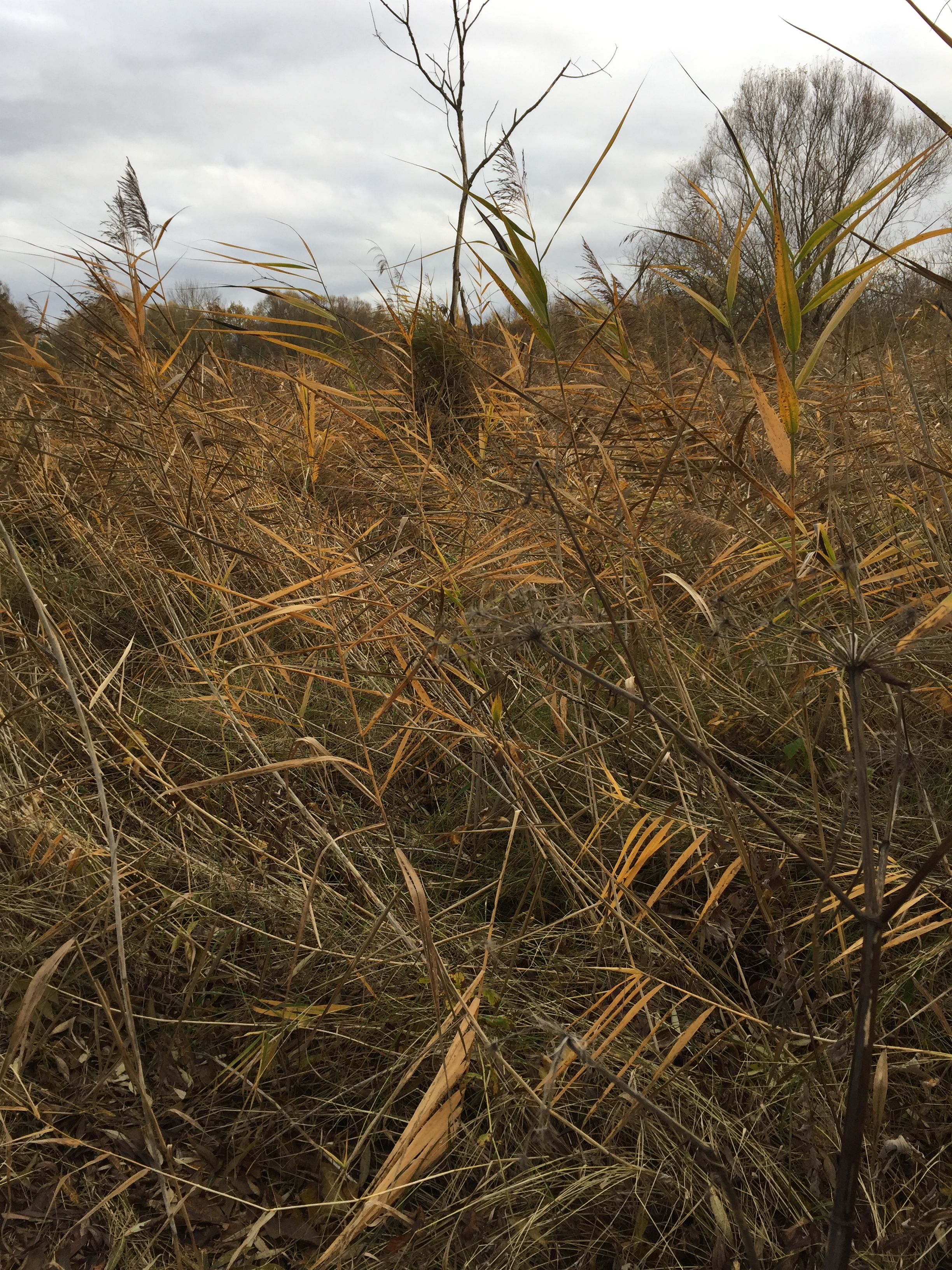
Rákos obecný

Vodní nádrž Záplavy nemá na rozdíl od uměle vybudovaných rybníků stavidla, kterými by bylo možno vodu vypustit a dno vyčistit. Kvůli zvýšenému obsahu škodlivých látek v usazeninách hygienici už řadu let nepovolují na Záplavách koupání.